# AnnLouice Lögdlund
AnnLouice Lögdlund é uma soprano sueca mais conhecida como por ter sido vocalista da banda de Avant-garde Metal Diablo Swing Orchestra. Abandonou a banda em 2014 para dedicar-se à sua carreira na música clássica.